# Hóa Thượng
Hóa Thượng là thị trấn huyện lỵ của huyện Đồng Hỷ, tỉnh Thái Nguyên, Việt Nam.

## Địa lý
Thị trấn Hóa Thượng nằm ở phía tây huyện Đồng Hỷ, có vị trí địa lý:
- Phía đông giáp xã Hóa Trung và xã Khe Mo
- Phía tây và phía nam giáp thành phố Thái Nguyên
- Phía bắc giáp xã Minh Lập.

Thị trấn có diện tích 13,38 km², dân số năm 2022 là 13.871 người, mật độ dân số đạt 1.037 người/km².
Trụ sở Quân khu 1 đóng trên địa bàn thị trấn.
Thị trấn có các tuyến quốc lộ như: quốc lộ 1B cũ và mới, quốc lộ 17 cùng với tuyến tỉnh lộ 273 (nối trung tâm thị trấn Hóa Thượng với xã Hòa Bình) chạy trên địa bàn. Hóa Thượng cũng giáp với sông Cầu ở phần ranh giới tây bắc.
Đất đai trên địa bàn thị trấn gồm có đất phù sa không được bồi, đất phù sa ngòi suối, đất đỏ vàng, đất nâu vàng trên phù sa cổ, đất vàng nhạt trên đá cát. Địa hình nói chung khá bằng phẳng mặc dù cũng có một vài ngọn núi, trong đó lớn nhất là núi nằm ven quốc lộ 1B mới.
Ngoài dòng chính của sông Cầu, một phụ lưu của sông Cầu là sông Linh Nham cũng chảy qua địa bàn thị trấn Hóa Thượng.

## Lịch sử
Sau năm 1945, Hóa Thượng là một xã thuộc huyện Đồng Hỷ.
Năm 1958, một phần diện tích và dân số của xã Hóa Thượng được tách ra để thành lập thị trấn Núi Voi và tiểu khu Chiến Thắng trực thuộc thị xã Thái Nguyên.
Ngày 18 tháng 8 năm 2017, thị trấn Chùa Hang, huyện lỵ cũ của huyện Đồng Hỷ được sáp nhập vào thành phố Thái Nguyên. Huyện lỵ huyện Đồng Hỷ dời về xã Hóa Thượng như hiện nay.
Đến năm 2019, xã Hóa Thượng được chia thành 17 xóm: Văn Hữu, Luông, Vải, Sơn Thái, Tướng Quân, Việt Cường, Sông Cầu 2, Sông Cầu 3, Sơn Cầu, Đồng Thái, Đồng Thịnh, An Thái, Tam Thái, Tân Thái, Ấp Thái, Hưng Thái, Gò Cao.
Ngày 11 tháng 12 năm 2019, sáp nhập xóm Sông Cầu 2 vào xóm Tướng Quân, sáp nhập xóm Sông Cầu 3 vào xóm Việt Cường, sáp nhập hai xóm Sơn Cầu và Sơn Thái thành xóm Sơn Quang.
Ngày 13 tháng 2 năm 2023, Ủy ban Thường vụ Quốc hội ban hành Nghị quyết số 729/NQ-UBTVQH15 (nghị quyết có hiệu lực từ ngày 10 tháng 4 năm 2023). Theo đó, thành lập thị trấn Hóa Thượng trên cơ sở toàn bộ 13,38 km² diện tích tự nhiên và 13.871 người của xã Hóa Thượng.

## Hành chính
Thị trấn Hóa Thượng được chia thành 14 tổ dân phố: An Thái, Ấp Thái, Đồng Thái, Đồng Thịnh, Gò Cao, Hưng Thái, Luông, Sơn Quang, Tam Thái, Tân Thái, Tướng Quân, Vải, Văn Hữu, Việt Cường.

## Kinh tế - xã hội

### Kinh tế
Thị trấn Hóa Thượng có nền kinh tế phát triển hơn so với các xã/thị trấn khác ở huyện Đồng Hỷ, thị trấn nằm gần mỏ đá Núi Voi. Ngoài ra, Bộ Tư lệnh Quân khu 1 và một số công ty, doanh nghiệp khác đóng trên địa bàn của thị trấn Hóa Thượng, làm đà phát triển cho ngành kinh tế của huyện Đồng Hỷ nói chung và thị trấn Hóa Thượng nói riêng.

### Giáo dục
Thị trấn Hóa Thượng có 6 trường học cùng với các điểm trường khác nhau với gần 3.000 học sinh.
Thị trấn Hóa Thượng có 2 trường Tiểu học với gần 1.500 học sinh. Trường Tiểu học số 1 Hóa Thượng nằm ven đường Lê Quý Đôn (Quốc lộ 1B) thuộc phía đông nam của thị trấn, trường Tiểu học số 2 Hóa Thượng nằm tại phía đông bắc và học sinh chủ yếu là tại các xóm phía bắc của thị trấn.
Thị trấn Hóa Thượng có 1 trường Trung học cơ sở với hơn 700 học sinh. Trường trung học cơ sở Hóa Thượng nằm sát với trường Tiểu học số 1 Hóa Thượng.
Thị trấn Hóa Thượng có 3 trường mầm non và các điểm trường mầm non khác nhau với hơn 500 học sinh. Trường Mầm non số 1 Hóa Thượng nằm tại trung tâm của thị trấn, sát đường Lê Quý Đôn. Trường Mầm non số 2 Hóa Thượng nằm tại phía tây nam của thị trấn và nằm ven đường Đại Đoàn Kết, gần với Bộ Tư lệnh Quân khu 1 và phường Chùa Hang. Trường Mầm non số 3 Hóa Thượng nằm tại phía đông bắc của thị trấn, nằm ven đường tỉnh 273.

### Xã hội
Trên địa bàn xóm Luông có 2,7 ha rừng lim xanh tự nhiên, một diện tích rừng quý hiếm ít ỏi còn lại ở Thái Nguyên.
Đặc sản của thị trấn là miến Việt Cường. Miến được làm từ dong riềng tía mua trên những cánh rừng ở tỉnh Bắc Kạn, sợi miến nơi đây thường đậm dà và dai, nấu lên để lâu cũng không nát.
Hóa Thượng có Núi Voi, nằm trên địa bàn. Núi còn có tên là núi Thạch Tượng hay Tượng Lĩnh có địa thế hiểm trở và trông giống hình con voi. Cuối thế kỉ 16, nhà Mạc từng lấy núi làm căn cứ để chiến đấu với quân nhà Lê - Trịnh.

## Giao thông
Trên địa bàn thị trấn Hóa Thượng có 4 tuyến đường chính chạy qua: tuyến quốc lộ 1B mới, tuyến quốc lộ 1B cũ, tuyến quốc lộ 17 và tuyến đường tỉnh 273 chạy qua địa bàn. Dòng sông Cầu và sông Linh Nham trên địa bàn ít được khai thác tiềm năng về vận chuyển đường thủy.